# Анна Вазівна
Анна Ваз́івна (нар. 17 травня 1568, Ескільстуна, Швеція — 6 лютого 1625, Бродниця, Польща) — шведська принцеса, сестра короля Сигізмунда ІІІ Вази, старости бродницького та голюбського.

## Життєпис

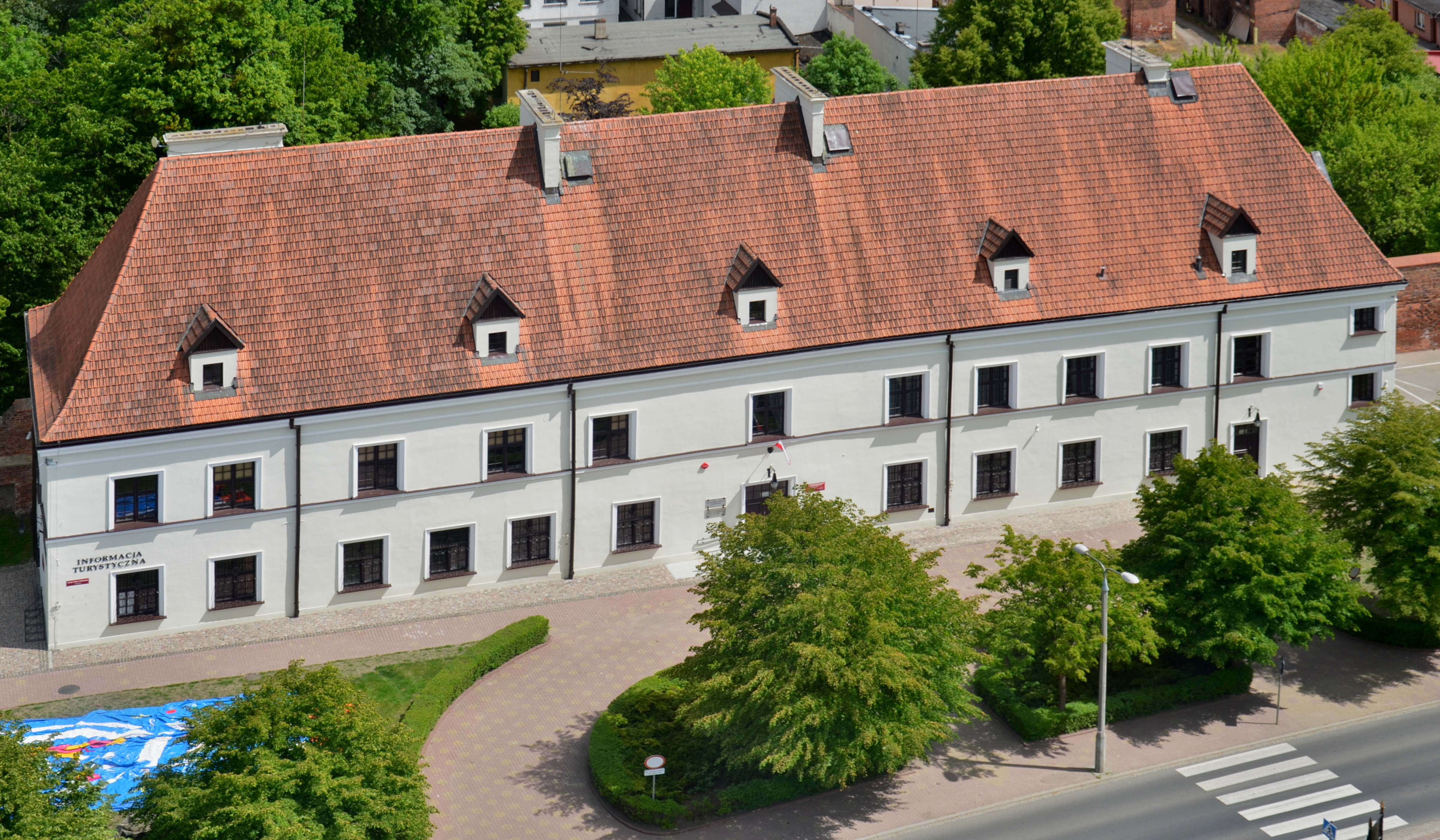
Палац Анни Вазівни в Бродиці

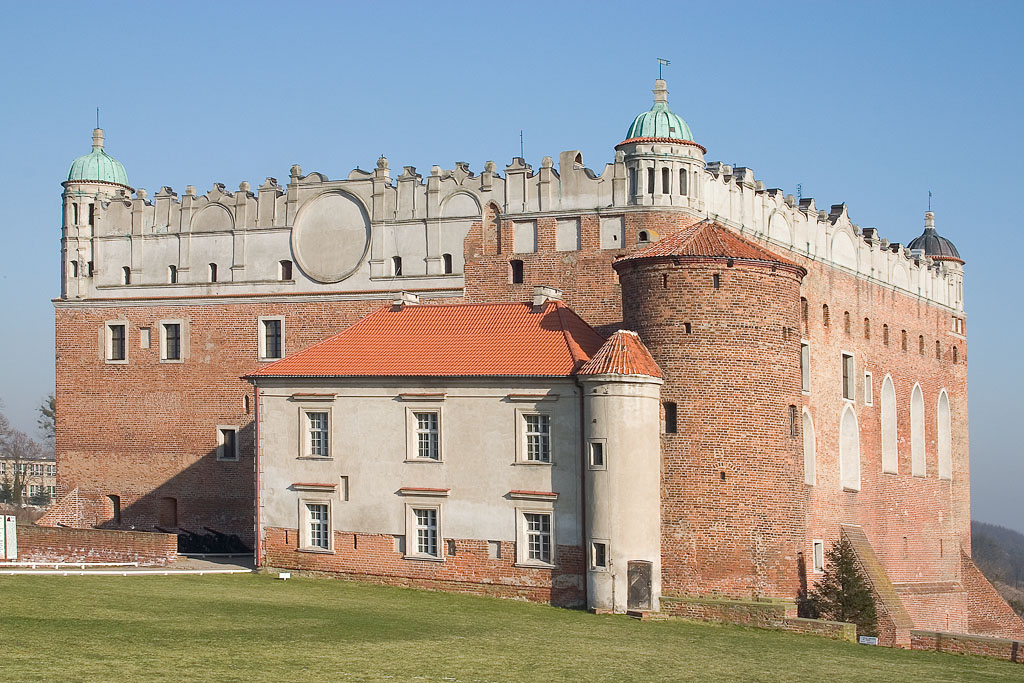
Замок у Голюбі-Добжині

Анна була молодшою дочкою Яна (Юхан) III Вази та Катарини Ягайлонки. Дитинство провела у Швеції. Мати виховувала її в католицьких вірі та обряді, але Анна перейшла до лютеранства близько 1580 року.
Після смерті матері в 1583 році Анна була найближчою людиною для брата Сигізмунда. Вона здобула ґрунтовну освіту, і Сигізмунд III був для неї дуже важливим, тим паче, що Анна була здібнішою за нього. А після обрання брата королем Польщі прийшла до престолу разом з ним (1587). На жаль, через несхвалення польського двору (вважалося, що Анна має надто великий вплив на короля), через два роки, у 1589, повернулася до Швеції.
Знову приїхала до Польщі в 1592, а з 1598 року постійно там перебувала. Через свою сповідь та релігійні конфлікти вона все ще не могла залишитися при королівському дворі. У 1604 р. Анна отримала староство в Бродниці, а в 1611 р. в Голюбі, де перебудувала колишній готичний замок Голюбі для своєї резиденції, в тому числі прикрасивши його аттиком.
Під час перебування в Польщі була покровителькою багатьох митців, цікавилась релігією та ботанікою, листувалася з науковцями. Професор Краківської академії Шимон Сиреніуш присвятив їй свій перший польський гербарій, опублікований у 1613 р., за фінансової підтримки Анни Вазовни. Свій переклад книги Геракліт присвятив їй Самуїл Свентопелк Болестрашицький.

## Місце смерті та поховання

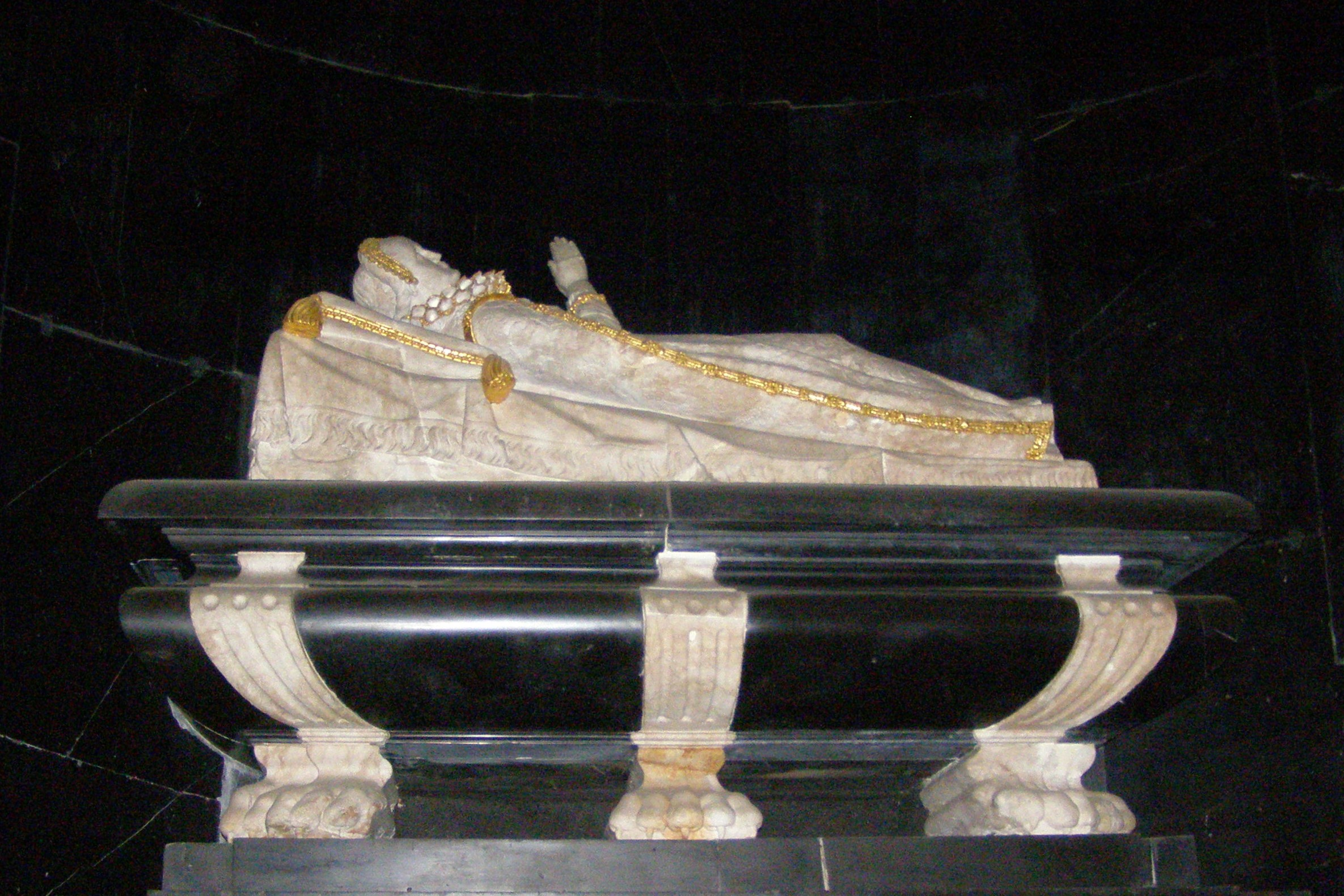
Саркофаг Анни Вазівни в костелі Небовзяття Пресвятої Діви Марії в Торуні

Браслет Анни Вазівни приблизно з 1590 року, знайдений у соборі в Уппсалі в 1777 році (нині в колекції Ліврусткамарен)

Анна Вазівна померла в 1625 році в Бродниці, швидше за все, у замку, і як представниця королівської родини вона повинна спочивати в соборі Вавеля. Однак це було неможливо через папську заборону поховання протестантів на освячених католицьких кладовищах. Її тіло зберігали кілька років в одній із кімнат замку в Бродниці. Лише 1636 р. її племінник, король Польщі Владислав IV Ваза, вирішив поховати Анну в сусідньому Торуні, у бароковому мавзолеї, збудованому 1626 р. при костелі Небовзяття Пресвятої Діви Марії, тодішньому протестантському храмі. Мавзолей має вигляд напівкруглої апсиди, до якої веде бароковий портал, і розміщується надгробний пам'ятник у формі постаменту, на якому відкритий саркофаг з різьбленою фігурою принцеси, вирізаною з алебастру.
У 1990-х роках учені Торунського університету Миколая Коперника проводили роботи з обслуговування мавзолею Анни Вазівни. Останки принцеси були ексгумовані та обстежені, підтверджено справжність збережених решток. У 1995 році відбувся черговий екуменічний похорон.

## Галерея

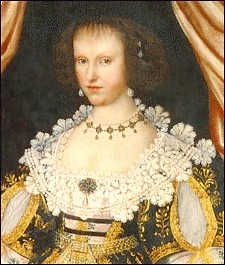
Портрет Анни Вазівни
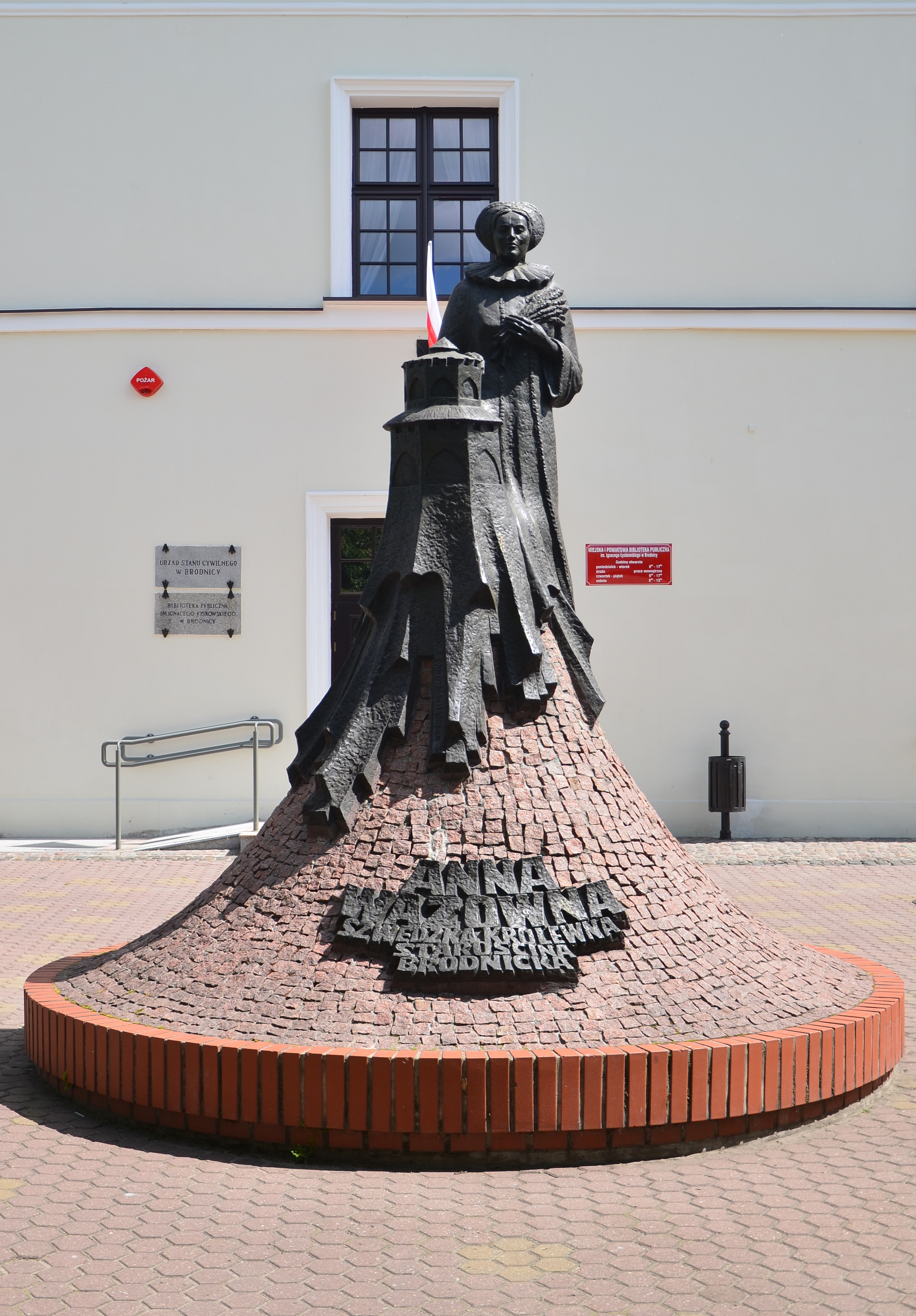
Статуя Анни Вазівни перед палацом у Бродниці
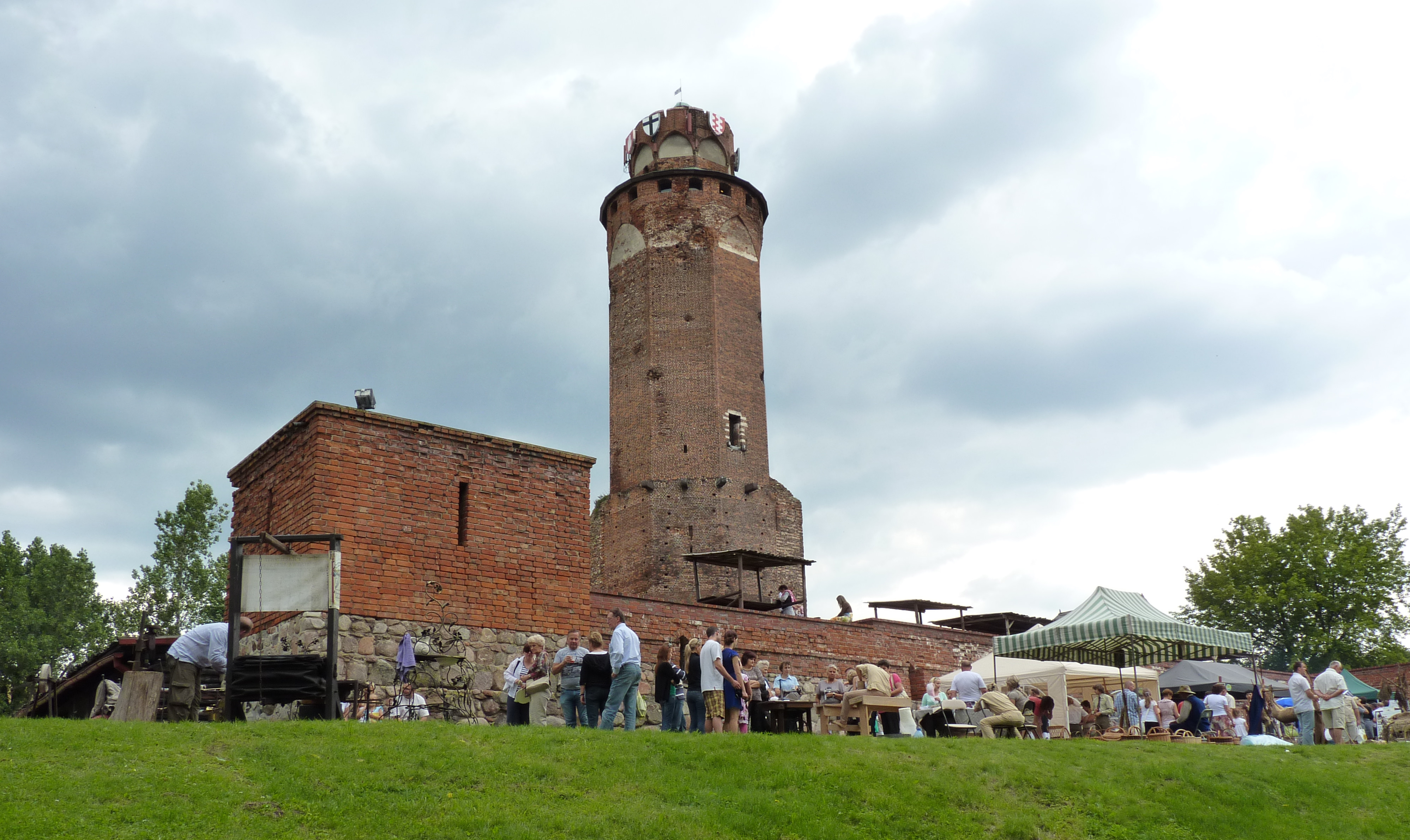
Замок у Бродниці
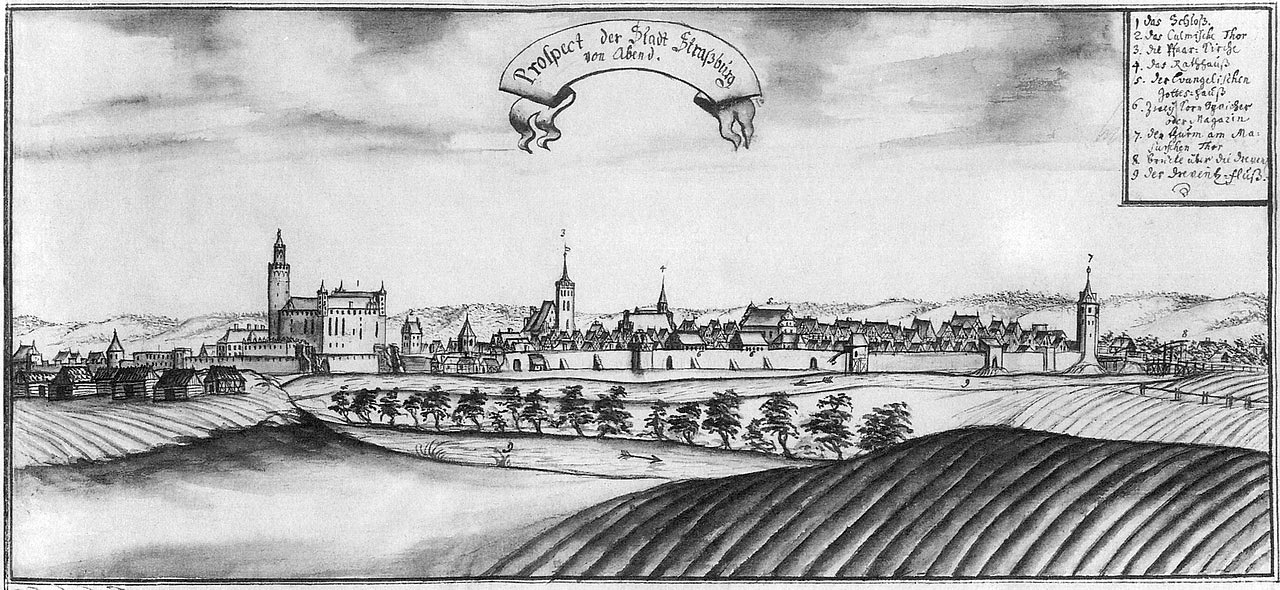
Замок у Бродниці та місто Бродниця у 1738–1745 роках
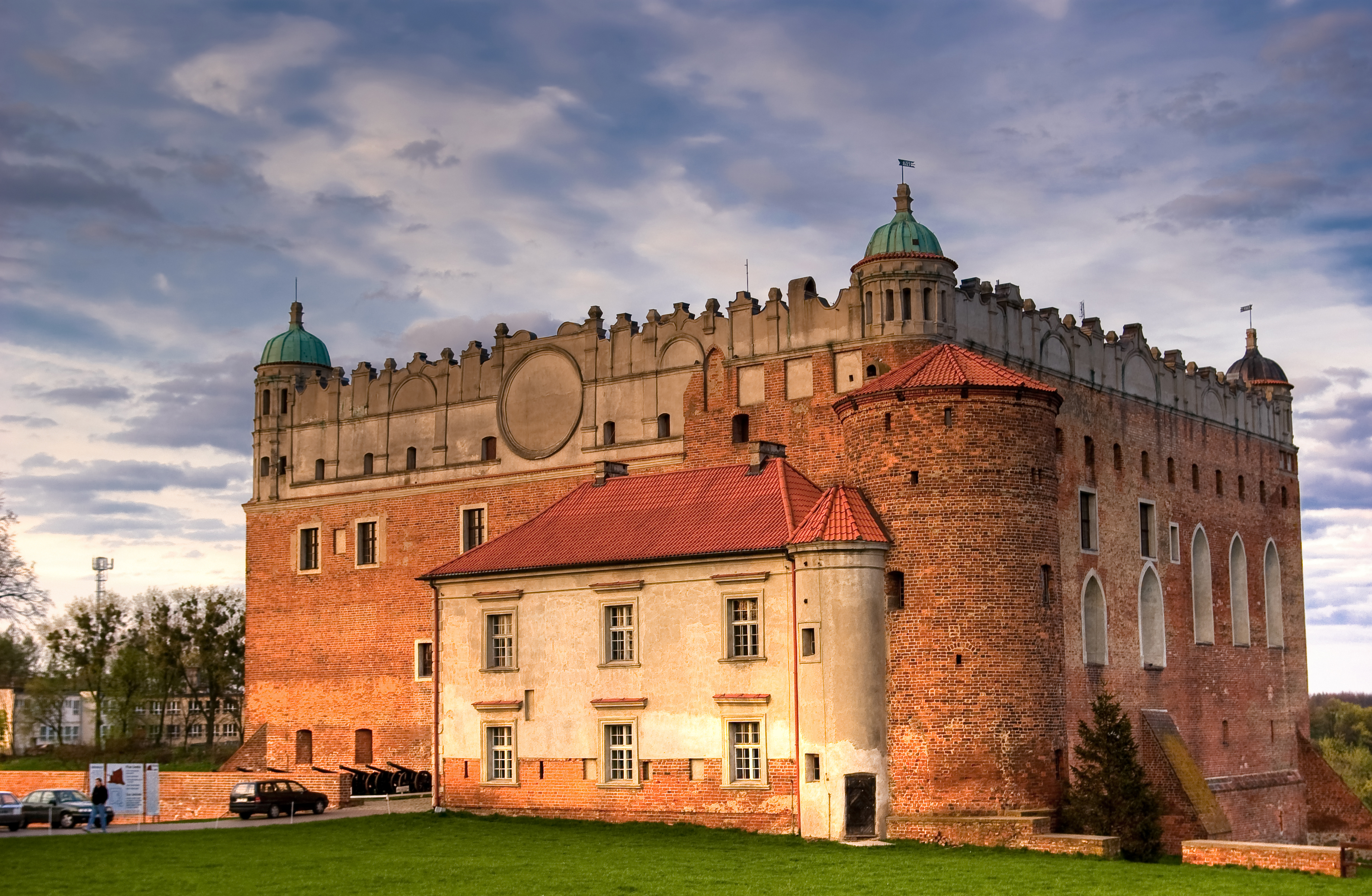
Замок у Голюбі з мансардою часів Анни Вазівни
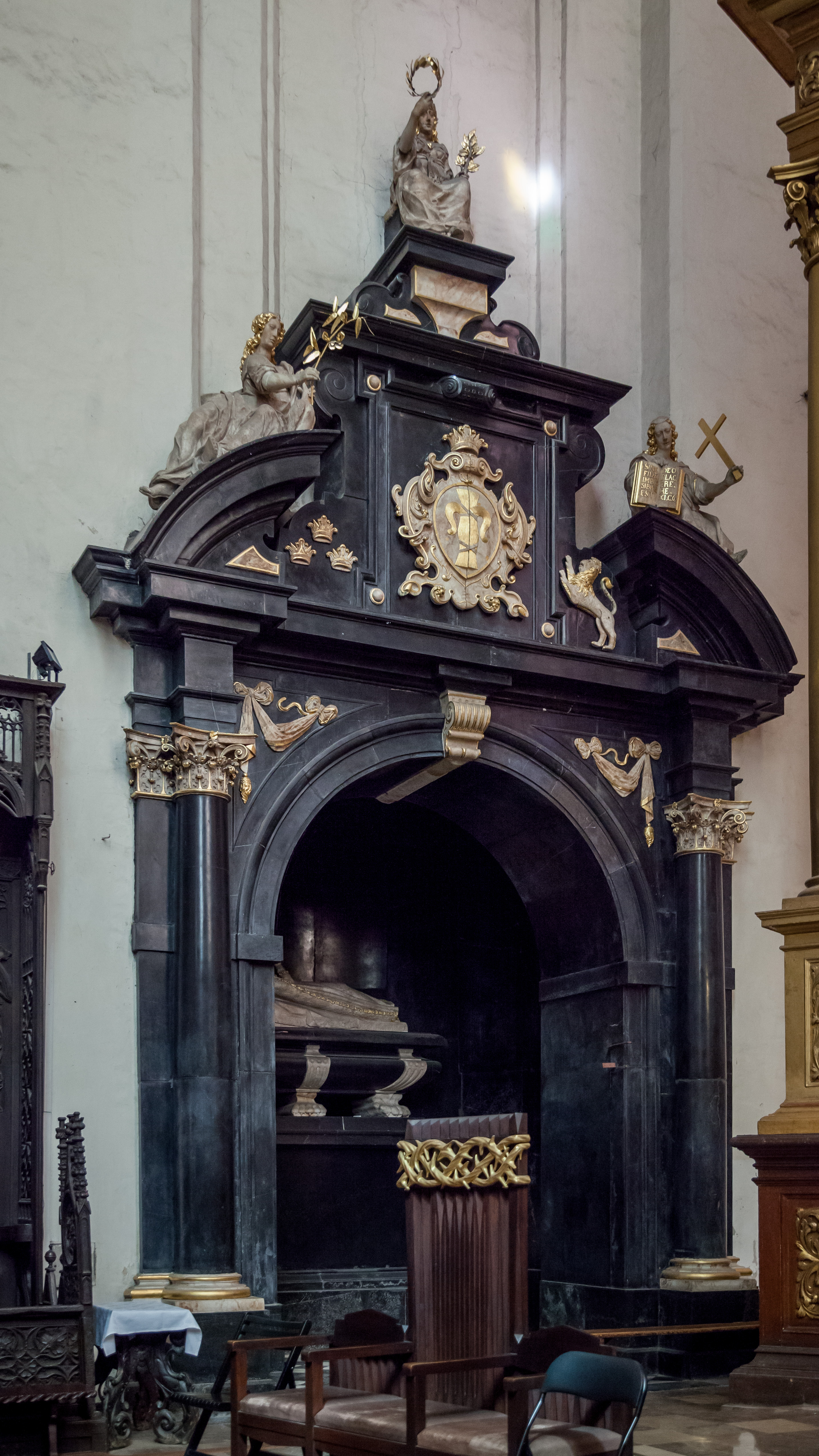
Мавзолей Анни Вазівни, костел Небовзяття Пресвятої Діви Марії в Торуні

## Літературні портрети Ганни Вазовни
- Т. Боярська, Була принцесою, Гданськ-Бидгощ 1977 року.
- Р. Пшибильський, Вселенське поховання принцеси в Торуні в 1995 році, Бродниця 2003.
- Р. Пшибильський, Анна Вазовна. Принцеса з білою хризантемою, Бродниця 2005.